# 스리 인산 학교
스리 인산 학교(말레이어: Sekolah Swasta Seri Insan) 및 보르네오유치원(말레이어: Tadika Borneo)은 말레이시아 사바주 코타키나발루에 위치한 사립 학교 및 유치원이다. 유치원(세살반 ~ 여섯살반), 초등학교(1학년 ~ 6학년), 중학교(1학년 ~ 5학년)로 구성되어 있으며 1998년에 개교했다. 코타키나발루에서 가장 작은 학교이다.